# Kęstutis Labeckas
Kęstutis Labeckas (*  12. Dezember 1988 in Vilnius; † 17. Januar 2022) war ein litauischer Schachspieler.

## Leben
Labeckas spielte Schach seit seinem sechsten Lebensjahr. Im Jahre 2012 absolvierte er das Bachelorstudium der russischen Philologie und interkulturellen Kommunikation an der Philologiefakultät der Litauischen Universität für Bildungswissenschaften und wurde Lehrer der russischen Sprache.
Er arbeitete als Schachtrainer in einigen Gymnasien und Mittelschulen in Vilnius. Ab 2014 war er als Lehrer am Bildungszentrum Vilnius tätig.
Bei den Kommunalwahlen in Litauen 2015 war er Lietuvos-valstiečių-ir-žaliųjų-sąjunga-Kandidat zum Mitglied des Rats der Stadtgemeinde Vilnius.
2009 wurde Labeckas zum Internationalen Meister (IM) ernannt. Er hatte zu diesem Zeitpunkt bereits vier Normen erfüllt, und zwar im August 2008 beim Baltija Masters Cup in Palanga, im August 2008 bei einem IM-Turnier in Panevėžys, im März 2009 bei einem IM-Turnier in Druskininkai und im April 2009 beim Algimantas-Česnauskas-Memorial in Panevėžys.

## Bibliografie
- Šiuolaikiniai šachmatai su Kęstučiu Labecku. 6. Februar 2015.  Puslapiai: 51. Leidykla: Petro ofsetas